# Синьо-жълт ара
Синьо-жълтият ара или арарауна (Ara ararauna) e един от 15-те вида ара. Обитава влажните гори на амазонската джунгла.

## Външен вид
Дължина на тялото 80 – 95 cm, крила – 37 – 39 cm, опашка – 52 cm; тегло 900 – 1300 г. Горната част на оперението на тялото е яркосиня, а шията, гърдите и коремът са оранжево-жълти. Перата на опашката са яркосини. Гърлото е черно. Клюнът е черен, много силен и му позволява да чупи ядки и да прегризва клоните на дърветата.

## Разпространение
Гнезди от източната част на Панама до Бразилия и Северен Парагвай. Предполага се, че в Тринидад тази птица е измряла.